# Спарты
Спарты (др.-греч. Σπαρτοί «сеяные») — персонажи древнегреческой мифологии, которых не следует путать со спартанцами — жителями Спарты. Родились из посеянных зубов дракона, убитого Кадмом. По одному из истолкований мифа, это были друзья царя Дракона, побеждённого Кадмом, и рассеявшиеся по окрестным землям. По другому истолкованию, Кадм собрал вместе рассеянных людей, те начали воевать друг с другом и почти все погибли.
Многие герои фиванских мифов (Пенфей, Креонт, Тиресий) считались потомками спартов.
Из рода спартов был Эпаминонд, у него был щит с изображением дракона. Из рода спартов происходил современник Плутарха Пифон Фисбийский.